# Liste der Fornminnen in Haverö

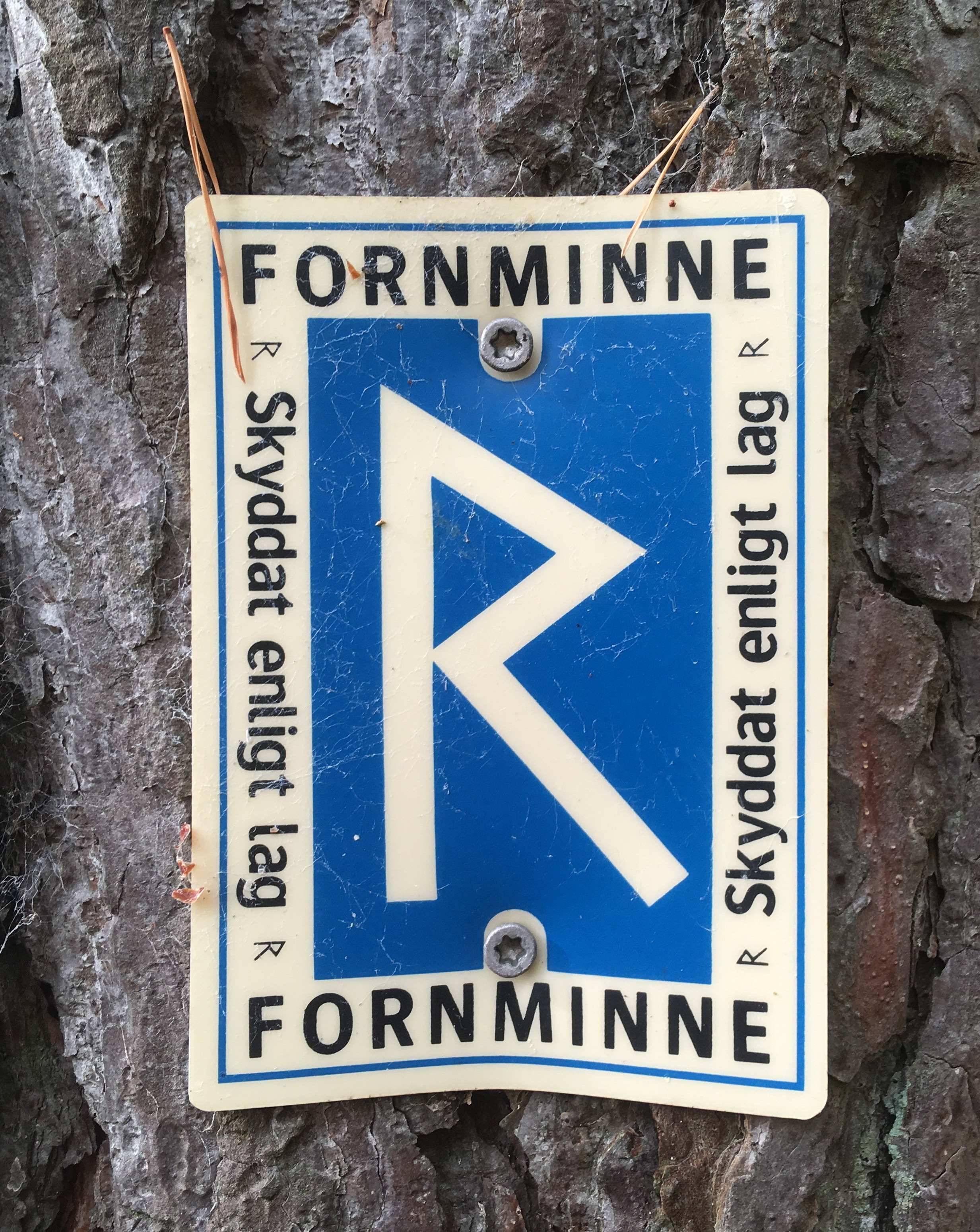
Zeichen für „Fornminnen“ in Schweden

Diese Liste der Fornminnen in Haverö zeigt die „Alten/antiken Denkmale“ (schwedisch fornminnen) im ehemaligen Socken Haverö in der heutigen Gemeinde Ånge der schwedischen Provinz Västernorrlands län, sie ist eine Teilliste der „Liste der Fornminnen in Västernorrland“. Die Aufteilung basiert auf der historischen Zuordnung der Gebiete in Socken (siehe auch) und der Einteilung des Zentralamts für Denkmalpflege Riksantikvarieämbetet (RAÄ). Es werden die Fornminnen aufgeführt, die auf dem Suchdienst „Fornsök“ registriert sind, welcher weitere Informationen zu den bekannten kulturhistorischen Überresten in Schweden enthält.

## Begriffserklärung
Fornminnen (schwedisch für alte/antike Denkmale oder archäologische Funde) sind in Schweden alte Objekte und archäologische Funde (Fornlämningar), welche die Überreste menschlicher Aktivitäten in der Vergangenheit bezeichnen, die durch frühere Nutzung entstanden sind und dauerhaft aufgegeben wurden. Dabei gilt für Fornminnen, die vor 1850 entstanden sind, dass sie automatisch durch das Gesetz geschützt sind. Aber auch jüngere Überreste können zu Bodendenkmalen erklärt werden, wenn sie sich an ihrem ursprünglichen Standort befinden und weitgehend erdgebunden sind. Als Fornminnen zählen u. a. Siedlungen und Siedlungsreste aus prähistorischer Zeit, Gräber und Grabstätten, Burgruinen, Ruinen von Klöstern, Kirchen und Schlössern, Steine und Felsen mit Inschriften und Bildern (z. B. Runensteine und Petroglyphen), insofern sie nicht schon als Einzeldenkmal unter Byggnadsminnen (schwedisch für Baudenkmale) oder kyrkliga Kulturminnen (schwedisch für kirchliches Kulturgut) ausgewiesen sind.

## Legende
| ID           | = | ID.Nr. des Denkmalregisters (Fornsök) im schwedische Amt für nationales Kulturerbe (Riksantikvarieämbetet (RAÄ)) |
| Lage         | = | Koordinatenangabe des Standorts                                                                                  |
| Bezeichnung  | = | Bezeichnung des Denkmalobjekts (auch RAÄ-Nr.)                                                                    |
| Beschreibung | = | Name (Denkmaltyp/Dokumentenverweis im Arkivsök) sowie eine kurze Beschreibung des Objekts                        |
| Bild         | = | Bild des Objekts sowie Verweis auf weitere Bilder                                                                |

## Fornminnen Haverö
| ID             | Lage    | Bezeichnung (RAÄ-Nr.) | Beschreibung | Bild           |
| -------------- | ------- | --------------------- | --- | -------------- |
| 10246500120001 | (Karte) | Haverö 12:1           | Haverö 12:1 (Steinsetzung / L1936:7106) Beschreibung ergänzen | Weitere Bilder |
| 10246500120002 | (Karte) | Haverö 12:2           | Haverö 12:2 (Steinsetzung / L1936:7677) Beschreibung ergänzen | Weitere Bilder |
| 10246500220001 | (Karte) | Haverö 22:1           | Haverö 22:1 (Steinsetzung / L1936:7162) Beschreibung ergänzen | Weitere Bilder |
| 10246500330001 | (Karte) | Haverö 33:1           | Haverö 33:1 (Steinsetzung / L1936:7767) Beschreibung ergänzen | Weitere Bilder |
| 10246500340001 | (Karte) | Haverö 34:1           | Haverö 34:1 (Steinsetzung / L1936:7752) Beschreibung ergänzen | Weitere Bilder |
| 10246500340002 | (Karte) | Haverö 34:2           | Haverö 34:2 (Steinsetzung / L1936:7228) Beschreibung ergänzen | Weitere Bilder |
| 10246500360001 | (Karte) | Haverö 36:1           | Haverö 36.1 (Hügelgrab / L1936:7182) rundes (etwa 7 m Durchmesser und 0,7 m hoch) Hügelgrab im Norden der Halbinsel Holmnäset im See Holmsjön mit einem ca. 1 m breiten Randkanal sowie einem größeren Einzelstein (1,2 × 1 m) am südöstlichen Rand. Befindet sich etwa 30 m nördlich der Steinsetzung Haverö 36:2 (L1936:7181)                                                                | Weitere Bilder |
| 10246500360002 | (Karte) | Haverö 36:2           | Haverö 36:2 (natürliche Formation mit Steinsetzung / L1936:7181) fast runde denkmalähnliche natürliche Stein-Formation von ca. 5 m Durchmesser mit Steinsetzung von 0,3 m hohen Steinen und einem größeren Steinquader (1,5 × 1,2 m und 0,8 m hoch) am Nordwestrand. Befindet sich etwa 30 m südlich des Hügelgrab Haverö 36.1 (L1936:7182) im Norden der Halbinsel Holmnäset im See Holmsjön. | Weitere Bilder |
| 10246500930001 | (Karte) | Haverö 93:1           | Haverö 93:1 (Steinsetzung / L1936:7616) Beschreibung ergänzen | Weitere Bilder |
| 10246500930002 | (Karte) | Haverö 93:2           | Haverö 93:2 (Steinsetzung / L1936:8907) Beschreibung ergänzen | Weitere Bilder |
| 10246500930003 | (Karte) | Haverö 93:3           | Haverö 93:3 (Steinsetzung / L1936:7091) Beschreibung ergänzen | Weitere Bilder |
| 10246500940001 | (Karte) | Haverö 94:1           | Haverö 94:1 (Steinsetzung / L1936:8977) Beschreibung ergänzen | Weitere Bilder |
| 10246500940002 | (Karte) | Haverö 94:2           | Haverö 94:2 (Steinsetzung / L1936:8978) Beschreibung ergänzen | Weitere Bilder |
| 10246501030001 | (Karte) | Haverö 103:1          | Haverö 103:1 (Steinsetzung / L1936:7186) Beschreibung ergänzen | Weitere Bilder |
| 10246501110001 | (Karte) | Haverö 111:1          | Haverö 111:1 (Steinsetzung / L1936:8392) Beschreibung ergänzen | Weitere Bilder |
| 10246501120001 | (Karte) | Haverö 112:1          | Haverö 112:1 (Steinsetzung / L1936:8296) Beschreibung ergänzen | Weitere Bilder |
| 10246501120002 | (Karte) | Haverö 112:2          | Haverö 112:2 (Steinsetzung / L1936:8374) Beschreibung ergänzen | Weitere Bilder |
| 10246501120003 | (Karte) | Haverö 112:3          | Haverö 112:3 (Steinsetzung / L1936:9059) Beschreibung ergänzen | Weitere Bilder |
| 10246501200001 | (Karte) | Haverö 120:1          | Haverö 120:1 (Steinsetzung / L1936:8996) Beschreibung ergänzen | Weitere Bilder |
| 10246502190001 | (Karte) | Haverö 219:1          | Haverö 219:1 (Alm / L1936:7689) auch als schwedisch „Norsbodarna“ bezeichnet, Beschreibung ergänzen | Weitere Bilder |
| 10246502390001 | (Karte) | Haverö 239:1          | Haverö 239:1 (Steinsetzung / L1936:8674) Beschreibung ergänzen | Weitere Bilder |
| 10246502550001 | (Karte) | Haverö 255:1          | Haverö 255:1 (Alm / L1936:8247) auch als schwedisch „Länstervallen“ bezeichnet, Beschreibung ergänzen | Weitere Bilder |
| 10246502780001 | (Karte) | Haverö 278:1          | Haverö 278:1 (Alm / L1936:8186) auch als schwedisch „Kläppvallen“ bezeichnet, Beschreibung ergänzen | Weitere Bilder |
| 10246503610001 | (Karte) | Haverö 361:1          | Haverö 361:1 (Alm / L1936:9146) auch als schwedisch „Fromvallen“ bezeichnet, Beschreibung ergänzen | Weitere Bilder |
| 10246503630001 | (Karte) | Haverö 363:1          | Haverö 363:1 (Alm / L1936:8538) auch als schwedisch „Åsvallen“ bezeichnet, Beschreibung ergänzen | Weitere Bilder |
| 10246503710001 | (Karte) | Haverö 371:1          | Haverö 371:1 (Alm / L1936:9219) auch als schwedisch „Näsvallen“ bezeichnet, Beschreibung ergänzen | Weitere Bilder |
| 10246503770001 | (Karte) | Haverö 377:1          | Haverö 377:1 (Alm / L1936:8600) auch als schwedisch „Nyvallen“ bezeichnet, Beschreibung ergänzen | Weitere Bilder |
| 10246503810001 | (Karte) | Haverö 381:1          | Haverö 381:1 (Alm / L1936:9166) auch als schwedisch „Järnmyrvallen“ bezeichnet, Beschreibung ergänzen | Weitere Bilder |